# Wilhelm Metzig
Wilhelm Metzig (* 21. November 1893 in Hannover; † 1989 in New York City) war ein deutscher Grafiker, Gebrauchsgrafiker und Maler. Er entwarf unter anderem das noch heute gültige Wappen der Stadt Hannover im Geist der Neuen Sachlichkeit.

## Leben und Wirken

Das aktuelle Wappen der Stadt Hannover, 1929 von Metzig im Geist der Neuen Sachlichkeit neu gestaltet

Geboren zur Zeit des Deutschen Kaiserreichs, studierte Wilhelm Metzig von 1908 bis 1912 an der hannoverschen „Handwerks- und Kunstgewerbeschule“ und machte sich anschließend  als (Gebrauchs-)Grafiker selbständig. Noch im selben Jahr entwarf er erste Plakate. Zur Angebotspalette Metzigs gehörte etwa die Gestaltung von Büchern oder als Werbegrafiker beispielsweise der Entwurf von Markenzeichen oder Verpackungsdesign.
Seine Aufträge erhielt Wilhelm Metzig anfangs vor allem von in Hannover ansässigen Firmen sowie von der hannoverschen Stadtverwaltung und dem hannoverschen Fremdenverkehrsverein. Metzig war befreundet mit dem in Hannover tätigen Architekten Wilhelm Hofmann sowie mit Karl Wiechert, der für eine kurze Zeit in Metzigs Atelier mitarbeitete.
Auf Anregung durch das Stadtbauamt gestaltete Wilhelm Metzig 1929 das bis in die Gegenwart gültige Wappen Hannovers neu im Geiste der Neuen Sachlichkeit.
Metzig, der unter anderem die Beschilderung und das Firmenlogo für die Firma „Günther Wagner - Pelikan-Werke“ entworfen hatte, gestaltete zur Zeit des Nationalsozialismus in den Jahren 1937/38 auch die Festschrift zum 100-jährigen Bestehen des Unternehmens.
Mitten im Zweiten Weltkrieg emigrierte Metzig am 8. August 1941 nach New York City, wo er wiederum Bücher und Buchumschläge für verschiedene Verlage gestaltete, inklusive für Unternehmen wie „Dutton, Messner, Punam [und] Lippincott“.
Wilhelm Metzig starb 1989 in New York.

## Sonstiges
Wilhelm Metzig war Mitglied im Bund der Deutschen Gebrauchsgraphiker, Ortsgruppe Hannover.

## Sammlungen
- Werke Metzigs finden sich in der Sammlung Doris and Henry Dreyfuss Memorial Study Center, Cooper-Hewitt Smithsonian Design Museum, New York.[2]

## Schriften (Auswahl)
- August Heitmüller (Zeichner), Wilhelm Metzig (Gesamtausstattung): Hannoversche Köpfe aus Verwaltung, Wirtschaft, Kunst und Literatur. 2 Bände, Hannover: Druckerei H. Osterwald [1929]
- Art, Lettering and Design. Scranton, PA: International Correspondence School, 1956
- Heraldry for the Designer. New York/London: Van Nostrand Reinhold, 1969, 1971, 1983 (p/b).